# الشركة السعودية للاستثمار الجريء
الشركة السعودية للاستثمار الجريء هي شركة حكومية، تعد إحدى مبادرات تنمية القطاع الخاص وتُنفّذها الهيئة العامة للمنشآت الصغيرة والمتوسطة «منشآت» ووحدة المحتوى المحلي وتنمية القطاع الخاص «نماء».

## الأهداف
تهدف الشركة للمساهمة في نمو وتنويع اقتصاد السعودية، بالإضافة لتمكين ودعم المنشآت الصغيرة والمتوسطة وتشجيعها على استكشاف مجالات جديدة، وتخريج المزيد من رواد الأعمال بعدة طرق يتمثل أحدها في تقديم الدعم اللازم والاستثمار في الشركات الصغيرة والمتوسطة.

## طرق الاستثمار

### الاستثمار في الشركات الناشئة
ويكون استثمارًا مباشرًا، بالشراكة مع المستثمرين من الأفراد وصناديق الاستثمار الجريء والمستثمرين ذوي الخبرة.

### الاستثمار في الصناديق
استثمار في صناديق الاستثمار الجريء، ليساعد في تحفيزها وتأسيسها، مما يتيح لها القدرة على الاستثمار في الشركات الناشئة خلال مراحل نموها المختلفة.

## الإدارة
رئيس مجلس الإدارة: م. صالح بن إبراهيم الرشيد.
الرئيس التنفيذي: د. نبيل بن عبد القادر كوشك.

## صناديق التقنية المالية
أطلقت الشركة في عام 2023م منتج "الاستثمار في صناديق التقنية المالية"، بالشراكة مع هيئة السوق المالية وبرنامج تطوير القطاع المالي، لغرض تحفيز تأسيس صناديق استثمار جريء في قطاع التقنية المالية وفقاً لمتطلبات هيئة السوق المالية.

## روابط خارجية
- الشركة السعودية للاستثمار الجريء- الموقع الرسمي.